# Internação compulsória
Internamento compulsivo (português europeu) ou internação compulsória (português brasileiro) é a prática de utilizar meios ou formas legais como parte de uma lei de saúde mental para internar uma pessoa em um hospital mental, asilo psiquiátrico ou enfermaria mesmo contra a sua vontade ou sob os seus protestos.
Muitos, mas nem todos, os países têm leis que regem a internação de saúde mental compulsória. Alguns, como os Estados Unidos da América, exigem uma audiência se o indivíduo é hospitalizado mais que brevemente. Na maioria dos países os agentes policiais, bem como profissionais designados de saúde mental, podem certificar a breve internação de um indivíduo para avaliação psiquiátrica. Se o indivíduo é avaliado como necessitando internação mais prolongada uma decisão judicial deverá ser obtida.
Médicos, psicólogos e psiquiatras apresentam relatórios escritos ao tribunal e, em alguns casos, depoem os parentes perante o juiz. A pessoa que está internada involuntariamente, na maioria das vezes, nos Estados Unidos, tem acesso a um advogado. Existe um compromisso de um limite de tempo, que exige reavaliação em intervalos fixos.
Também é possível a um paciente contestar a internação através de habeas corpus. Um caso famoso ocorreu nos Estados Unidos, numa decisão do Supremo Tribunal em 1975, chamado O'Connor X Donaldson, quando um paciente do Florida State Hospital, Kenneth Donaldson, processou o pessoal do hospital por confiná-lo por quinze anos contra a sua vontade. A decisão significou que é inconstitucional obrigar tratamento para uma pessoa que não seja um perigo para si próprio ou para outras pessoas e é capaz de em um mínimo grau sobreviver por si próprio.

## Lei da Internação Involuntária no Brasil, Lei N° 13.840, de 5 de junho de 2019
A Lei no. 13.840, de 5 de junho de 2019, prevê, entre outras medidas, a internação involuntária de dependentes de drogas e álcool, sancionada Presidente da República, Jair Bolsonaro, e prevê o "Sistema Nacional de Políticas Públicas sobre Drogas" e as condições de atendimento, internação e o financiamento das políticas contra as drogas.
De acordo com a lei, dois tipos de Internação serão considerados: voluntária e involuntária.
Para a Internação involuntária, a Lei afirma que ela deve ser realizada após a formalização por escrito por um "médico responsável e indicada depois da avaliação sobre o tipo de droga utilizada, o padrão de uso e na hipótese comprovada da impossibilidade de utilização de outras alternativas terapêuticas previstas na rede de atenção à saúde". Esta formalização ou pedido por escrito, pode ser realizada pelo médico responsável pela Clínica de Reabilitação em conjunto com o Diretor Responsável pela mesma.
A Lei de Internação Involuntária também prevê, caso não haja um familiar ou responsável legal, a possibilidade do pedido de internação seja através de um funcionário público da área de saúde, da assistência social ou órgãos públicos, membros do Sistema Nacional de Políticas Públicas sobre Drogas (SISNAD).
O processo sugere que a internação involuntária deve ocorrer durante toda a fase primária para a desintoxicação do dependente, por um período máximo de 90 dias, sendo seu término definido pelo médico responsável; e que o núcleo familiar ou o representante legal pode, a qualquer momento, solicitar ao médico a interrupção do procedimento.
A lei também estabelece que todos os processos de internação involuntária, bem como a interrupção ou finalização, devem ser reportados dentro de 72 horas ao Ministério Público, à Procuradoria Geral do Estado e a outros órgãos de controle de saúde Estaduais. 